# Dianthus atlanticus
Dianthus atlanticus Pomel  är en nejlikväxt.
Dianthus atlanticus ingår i släktet nejlikor och familjen nejlikväxter. 
Inga underarter finns listade i Catalogue of Life.